# Peltopleuriformes
De Peltopleuriformes zijn een orde van uitgestorven straalvinnige beenvissen.

## Taxonomie
- Familie Peltopleuridae Brough 1939
  - Marcopoloichthys Tintori et al. 2008
  - Peripeltopleurus Bürgin 1992
  - Placopleurus Brough
  - Peltopleurus Kner 1866a [Tripelta Wade 1940]
- Familie Thoracopteridae Griffith 1977 sensu Xu et al. 2012
  - Pterygopterus Kner 1867 [Pterygopterus Kner 1867 non Butler 1876]
  - Urocomus Costa 1862
  - Wushaichthys Xu et al. 2015
  - Thoracopterus Bronn 1858
  - Gigantopterus Abel 1906
  - Potanichthys Xu et al. 2012